# Paul Wittouck

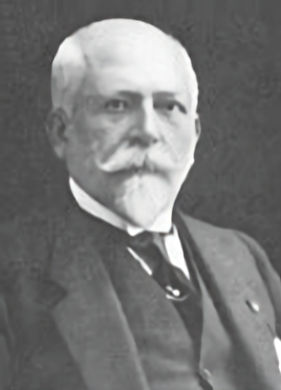
Paul Wittouck

Paul Grégoire Pierre Wittouck (Sint-Pieters-Leeuw 6 augustus 1851 - Ukkel 9 november 1917) was een Belgisch industrieel.

## Biografie
Paul-Grégoire Wittouck was de zoon van Félix-Guillaume Wittouck en Elisa Boucquéau, en de broer van Frantz Wittouck en van Felix Wittouck. Hij trouwde met Catharina de Medem, uit een familie van Russische adel die vroeger van Duitse adel was.
Hij stichtte in 1871 de "Suikerraffinaderij van Wanze" (Sucreries Centrales de Wanze) en in 1887 de Suikerraffinaderijen van Breda en Bergen-op-Zoom.
In 1894 kocht hij, met zijn broer Frantz, de "Suikerraffinaderij van Tienen", en maakte er een van de grootste suikerproducenten in Europa van.
Zijn zoon André Wittouck (1902-1981) werd in 1960 in de Belgische erfelijke adel opgenomen.

## Kasteel La Fougeraie in Ukkel
Het was Paul Wittouck die in het Zoniënwoud, langs de dreef van Lotharingen te Ukkel, het kasteel "La Fougeraie" door architect Louis Süe (1875-1968) liet bouwen, met een arboretum en Franse tuinen rond het pand.
De Franse schilder Gustave Louis Jaulmes(1873-1959) kreeg de opdracht om het interieur met muurschilderingen te versieren.